# Katholieke Kerk in Oekraïne

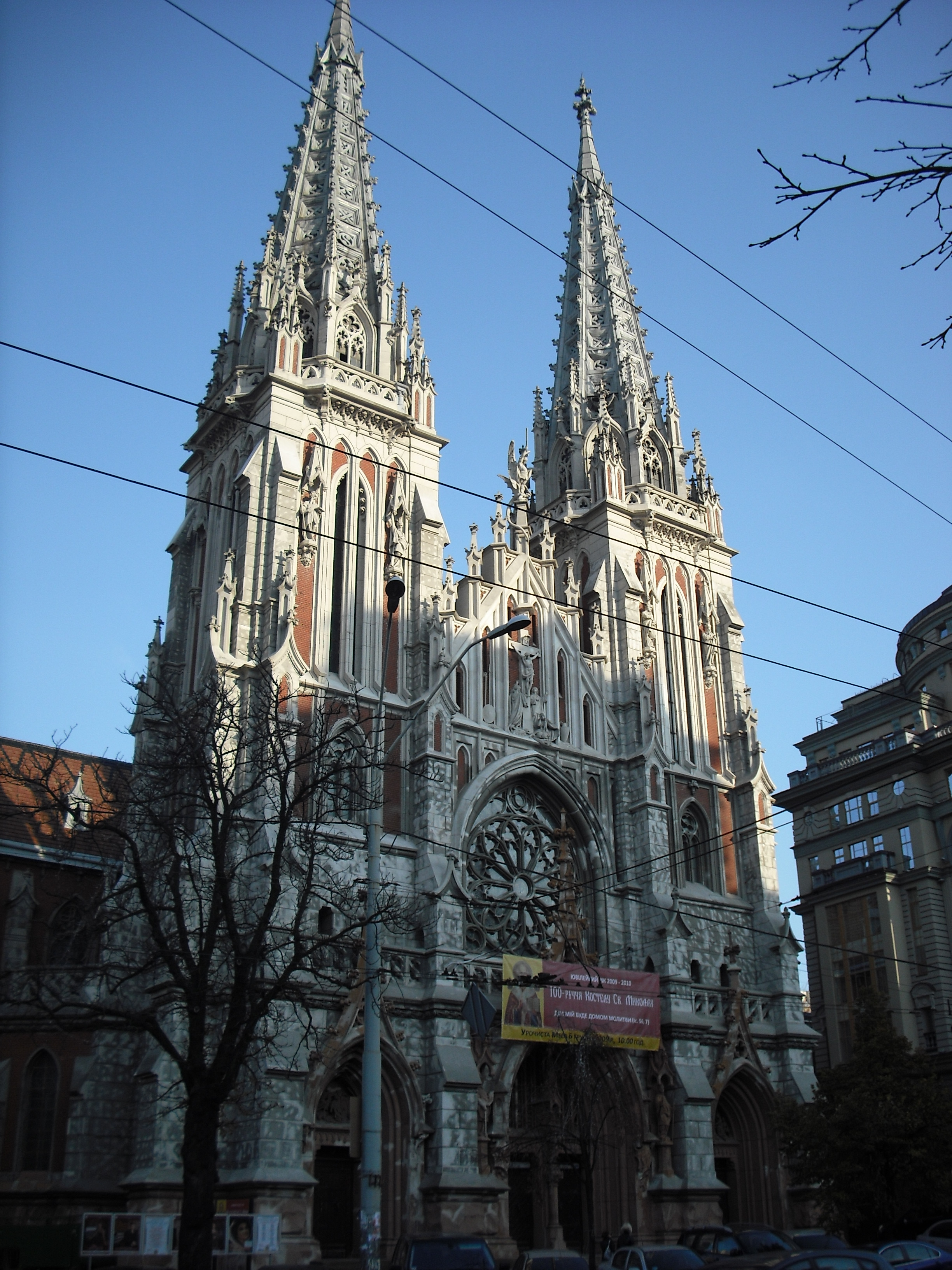
De Sint-Nikolaaskathedraal in Kiev

De Katholieke Kerk in Oekraïne maakt deel uit van de wereldwijde Katholieke Kerk onder het leiderschap van de paus en de curie. Katholieken vormen ongeveer 10% van de bevolking van Oekraïne.
De meerderheid van de katholieken in Oekraïne behoort tot de Oekraïense Grieks-Katholieke Kerk, terwijl een aanzienlijk aantal anderen tot de Latijnse Kerk, de Roetheense Grieks-Katholieke Kerk en de Armeens-Katholieke Kerk behoren.
De rooms-katholieke kerk was zeer beperkt in haar activiteiten tijdens het Sovjettijdperk; de Grieks-katholieke kerken waren verboden en konden alleen als een ondergrondse kerk en in ballingschap voortbestaan.
Apostolisch nuntius voor Oekraïne is sinds 15 juni 2021 aartsbisschop Visvaldas Kulbokas.

## Oekraïense Grieks-Katholieke Kerk
De Oekraïense Grieks-Katholieke Kerk ontstond tijdens de Synode van Brest in 1596, toen de orthodoxe bisschoppen van Oekraïne – dat toen deel uitmaakte van het koninkrijk Polen – besloten om relaties met de orthodoxe patriarch van Constantinopel te beëindigen en de Oekraïense kerk onder het gezag van de paus van Rome te plaatsen.
Paus Johannes Paulus II verplaatste in 2004 de hoofdzetel van de kerk van Lviv naar Kiev. Sinds 25 maart 2011 is Svjatoslav Sjevtsjoek de grootaartsbisschop van deze kerk. 

## Latijnse Kerk

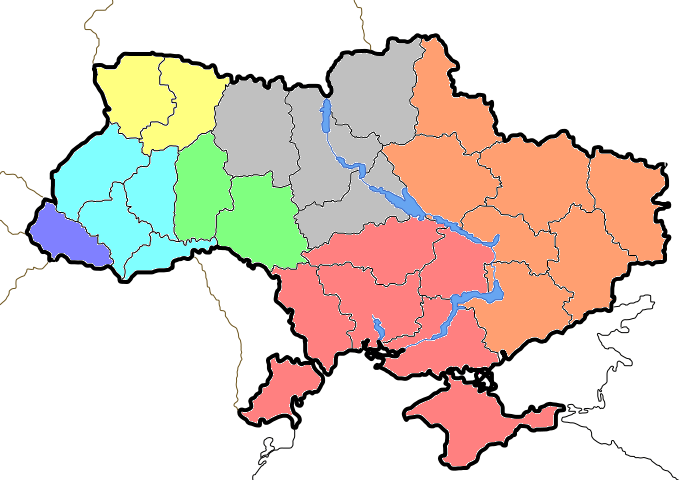
Latijnse bisdommen in Oekraïne
Lviv: lichtblauw
Kamjanets-Podilsky: groen
Charkov-Zaporizja: oranje
Kiev-Schytomyr: grijs
Loetsk: geel
Moekatsjevo: paars
Odessa-Simferopol: rood

Het aartsbisdom Lviv is het metropolitaan aartsbisdom. Aan het aartsbisdom zijn zes bisdommen suffragaan:
- Kamjanets-Podilsky
- Charkov-Zaporizja
- Kiev-Schytomyr
- Loetsk
- Moekatsjevo
- Odessa-Simferopol

Mieczyslaw Mokrzycki is aartsbisschop van Lviv, metropoliet in Oekraïne en voorzitter van de Oekraïense bisschoppenconferentie.

## Roetheense Grieks-Katholieke Kerk
De Roetheense Kerk bestaat uit de eparchie Moekatsjevo, met haar bisschoppelijke zetel in Oezjhorod. Ze is onmiddellijk onderworpen aan de Heilige Stoel en telt ongeveer 320.000 gedoopte mensen.

## Armeens-Katholieke Kerk
De Armeens-Katholieke Kerk is aanwezig met de Armeense aartseparchie van Lviv, maar de zetel is vacant sinds 1938.